# Ernie Royal
Ernest "Ernie" Andrew Royal (Los Angeles, 2 juni 1921 - New York, 16 maart 1983) was een Amerikaanse jazz-trompettist. Hij werkte onder meer bij het orkest van Duke Ellington en speelde mee op enkele albums van Miles Davis.
Royal, een jongere broer van klarinettist en altsaxofonist Marshall Royal, begon trompet te spelen toen hij zo'n tien jaar was: zijn invloeden waren Louis Armstrong en, later, Roy Eldridge, Harry Sweets Edison en Dizzy Gillespie. Hij speelde bij Les Hite (1937-1938), Cee Pee Johnson en Lionel Hampton (1940) en na zijn diensttijd bij onder meer Count Basie (1946) en Woody Herman (1947-1949). Hij toerde met de bands van Ellington en Charlie Barnet en werkte in het begin van de jaren vijftig in Frankrijk, onder meer bij Jacques Hélian. In Parijs nam hij ook een aantal nummers op als leider.  Terug in Amerika speelde hij met saxofonist Wardell Gray (1952). Hij werkte daarna  voor Charles Mingus,  Stan Kenton, Neal Hefti, Gil Evans, Quincy Jones en Oliver Nelson en vanaf 1957 was hij muzikant bij American Broadcasting Company en actief als studiomuzikant, bijvoorbeeld in de band van het tv-programma The Tonight Show. Eind jaren vijftig werkte hij mee aan de albums "Miles Ahead", "Porgy and Bess" en "Sketches of Spain". Verder speelde hij mee op albums van onder meer Dinah Washington,  Lena Horne, Sarah Vaughan, Michel Legrand, Freddie Hubbard, Stan Getz, Lightnin' Hopkins, Jimmy Smith, Aretha Franklin, Mark Murphy,  Wilson Pickett, Donny Hathaway en Astrud Gilberto.

## Discografie
- Bebop in Paris, volume 1 (opnames uit Frankrijk, met James Moody en Howard McGhee), BMG, 2005